# Loxobates spiniformis
Loxobates spiniformis är en spindelart som beskrevs av Yang, Zhu och Song 2006. Loxobates spiniformis ingår i släktet Loxobates och familjen krabbspindlar. Inga underarter finns listade i Catalogue of Life.